# Cisterna

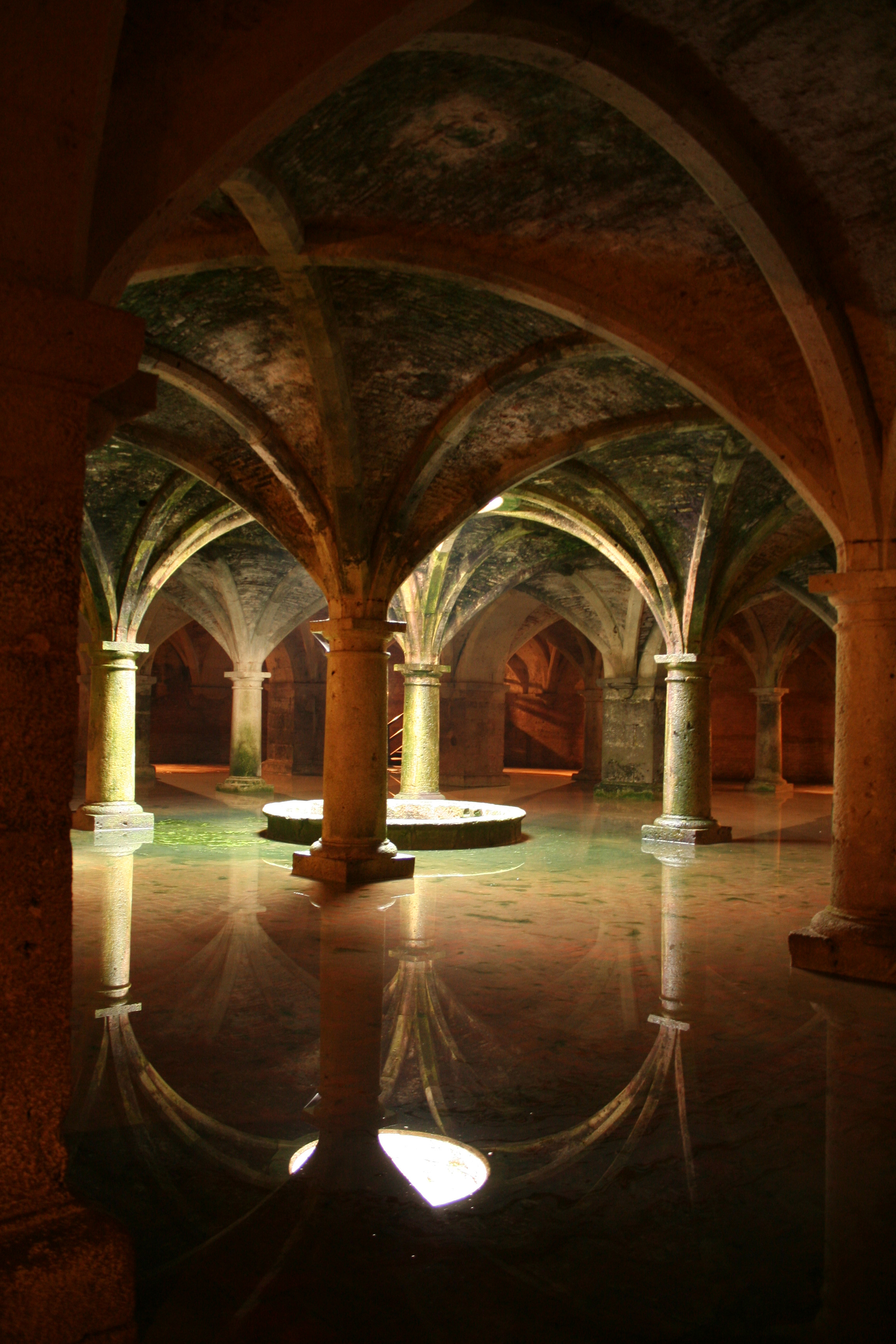
Cisterna Portuguesa de El Yadida (Marruecos)

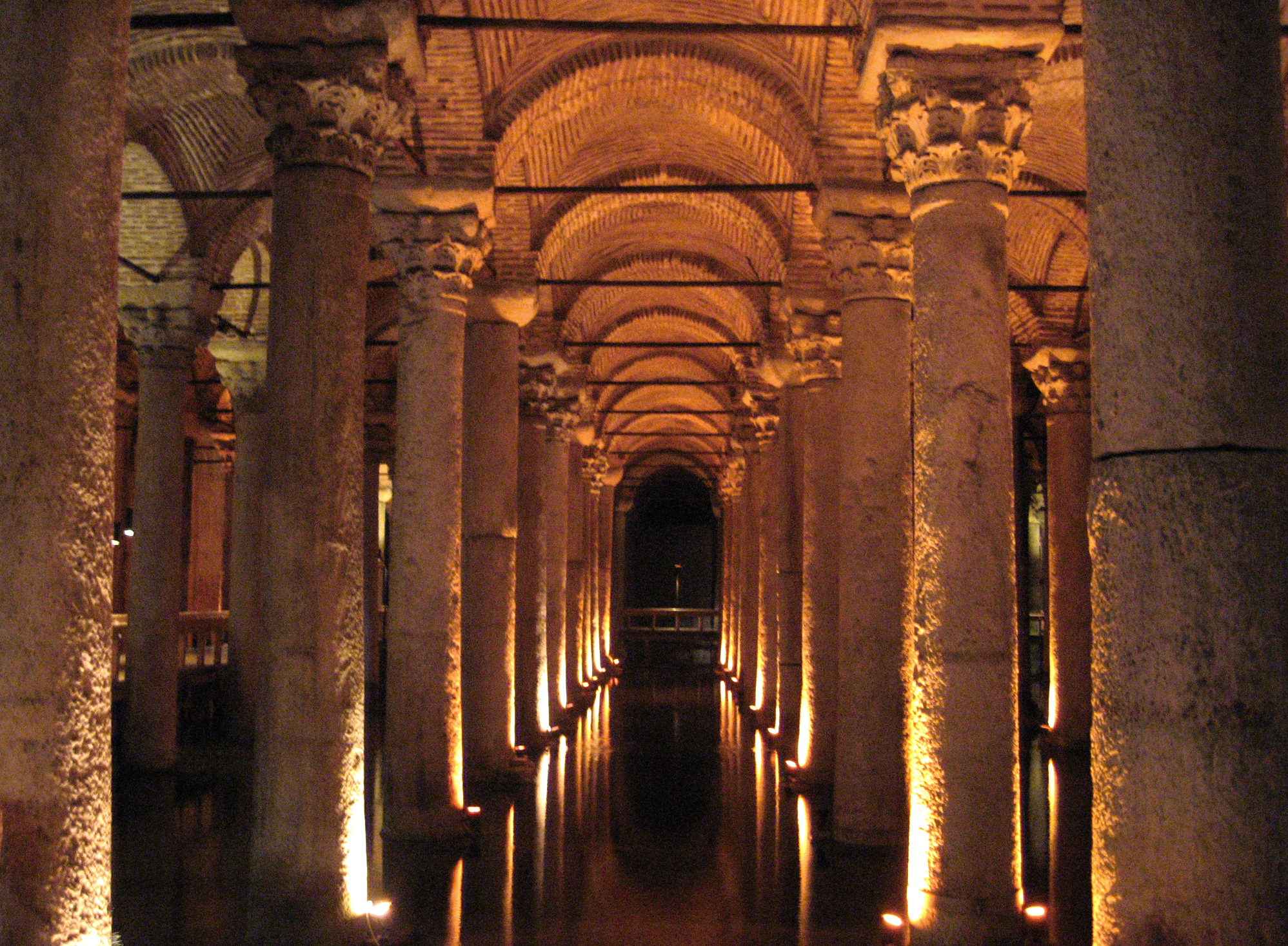
Cisterna Basílica de Constantinopla

La diferencia entre cisterna y pozo está en la fuente del agua.

Una cisterna es un depósito para almacenar agua de lluvia o procedente de un río o manantial. Por extensión, se denomina así a los depósitos utilizados para almacenar otros líquidos, y especialmente, a los vehículos o autos especiales que se usan para su transporte: camión cisterna, avión cisterna o buque cisterna. Su capacidad puede alcanzar desde unos pocos litros a miles de metros cúbicos. En el mundo contemporáneo, las cisternas han migrado del subsuelo a la superficie y sus usos se han diversificado. También se conoce por el arabismo aljibe a las cisternas subterráneas, sobre todo en España, o tinaco en México a la cisterna que va sobre una casa.

## Etimología
La palabra cisterna deriva del Latín cisterna, de cista, "caja", a su vez del Griego κίστη kistē, "cesta"

## Orígenes

### Uso doméstico y agrícola temprano

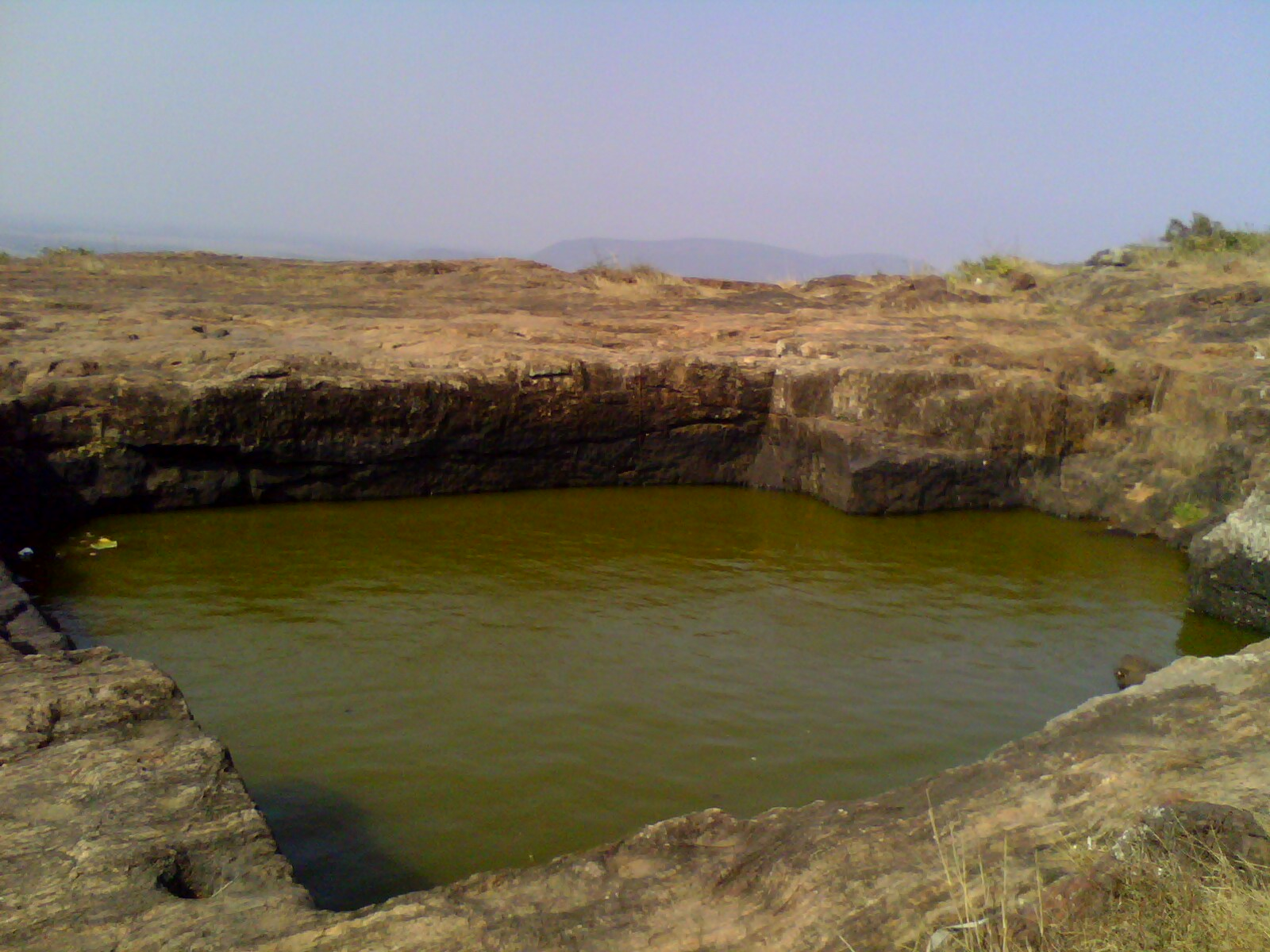
Cisterna budista antigua excavada en la roca en Pavurallakonda en India

Las cisternas impermeables de yeso de cal en los pisos de las casas son características de los sitios de los pueblos del Neolítico del Levante en, por ejemplo, Ramad y Lebwe, ya finales del cuarto milenio antes de Cristo, como en Jawa en el noreste del Líbano, las cisternas eran elementos esenciales de las técnicas emergentes de gestión del agua en las comunidades con agricultura de secano.

### Cisternas del imperio Romano
En la Roma antigua, las cisternas como reservorio de agua dulce se construían por lo general en los extremos de los acueductos romanos y sus ramales, abasteciendo a hogares urbanos, fincas agrícolas de la Villa rústica, palacios imperiales, termas o bases navales de la armada romana.
Los romanos del siglo IV a. C. instalaron cisternas, y ya en el siglo III recolectaban el agua de los techos a través de un compluvium. Los edificios públicos también almacenan agua, como en los baños termales del foro de Pompeya, que en -80 establece una cisterna de 15 x 5 x 9 metros de altura. Palladio del siglo V describe la construcción de una cisterna : la cisterna es de opus signinum (Signinis parietibus), tipo de hormigonado originario de la ciudad de Segni descrito por Vitruvius, compuesto de cal, arena y virutas de piedra, exento de baldosas, cuya compacidad se obtuvo después de un apisonamiento intensivo. Para sellar las paredes de las cisternas, Palladio recomienda cubrir el mortero de tuileau ( testacei pavimenti ), que también se utilizaba en obras hidráulicas como los acueductos, con una capa de grasa de tocino (lardo pingui). El relleno-masilla llamado maltha, una composición de brea (picis liquidae, brea líquida destilada de resina de pino) y sebo, con la adición de cal se utilizaba para sellar las fugas. El agua se lleva a la cisterna a través de tuberías de arcilla denominados (tubos fictiles).

### Cisternas de castillos

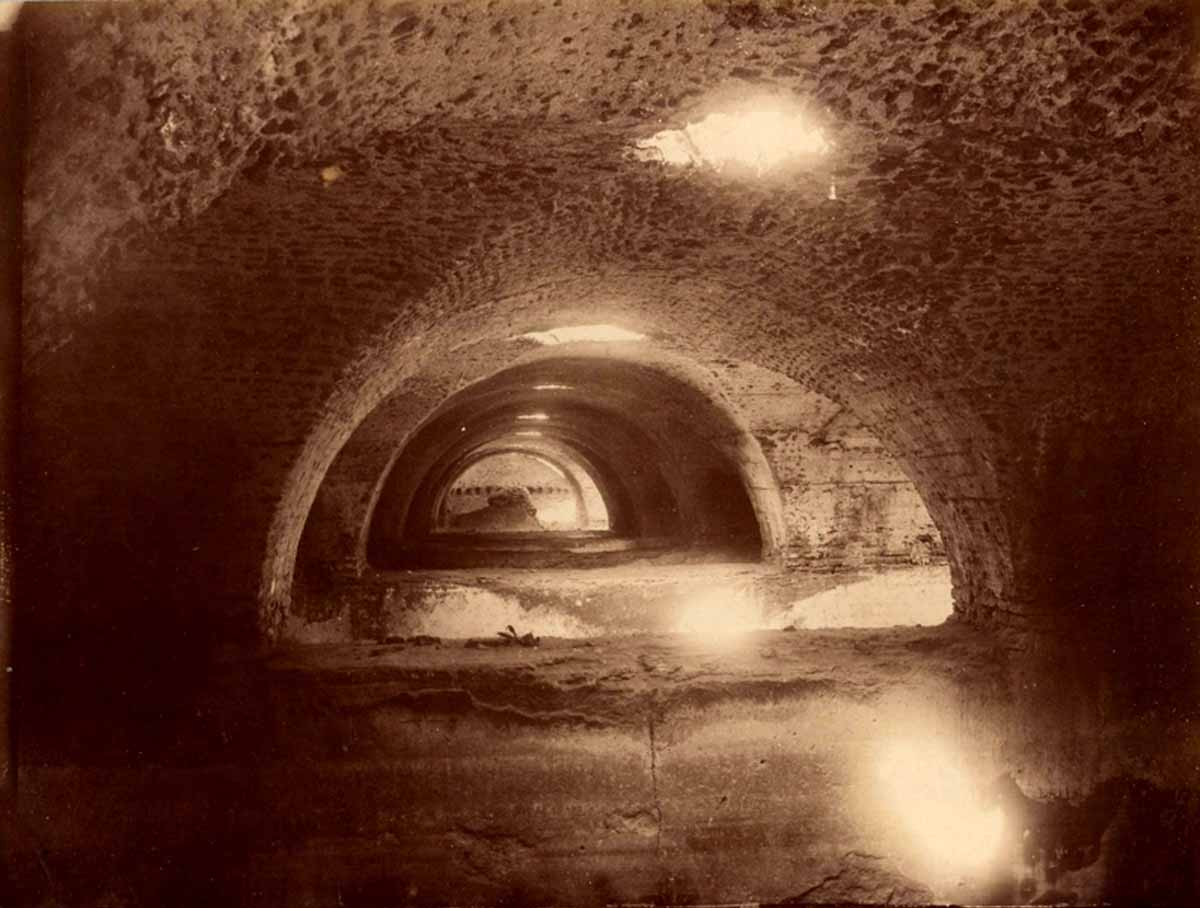
Una de las Cisternas de La Malga, Cartago, 1930

En la Edad Media, las cisternas se construían a menudo en los castillos de colina en Europa, especialmente donde los pozos del castillo no se podían cavar con suficiente profundidad. Había dos tipos: la cisterna del tanque y la cisterna del filtro. Cisternas de filtro se construyeron en el Riegersburg en la Estiria, austríaca, donde se excavó una cisterna en la roca volcánica. El agua de lluvia pasaba a través de un filtro de arena y se recogía en la cisterna. El filtro limpiaba el agua de lluvia y la enriquecía con minerales.

### Cisternas mayas
El imperio Maya desarrolló obras de abastecimiento de agua para la población y el riego de los cultivos, el cual se hacía a través de una tecnología para el aprovechamiento de agua lluvia. El agua era recogida en un área de 100 a 200 m² y almacenada en cisternas llamadas chultuns. Estas cisternas tenían un diámetro aproximado de 5 m, y eran excavadas en el subsuelo e impermeabilizadas con yeso. Es conocido el chultún cerca de la ciudad de Oxkutzcab (estado de Yucatán) en el pie del monte Puuc, del siglo X a. C.

## Uso actual de las cisternas

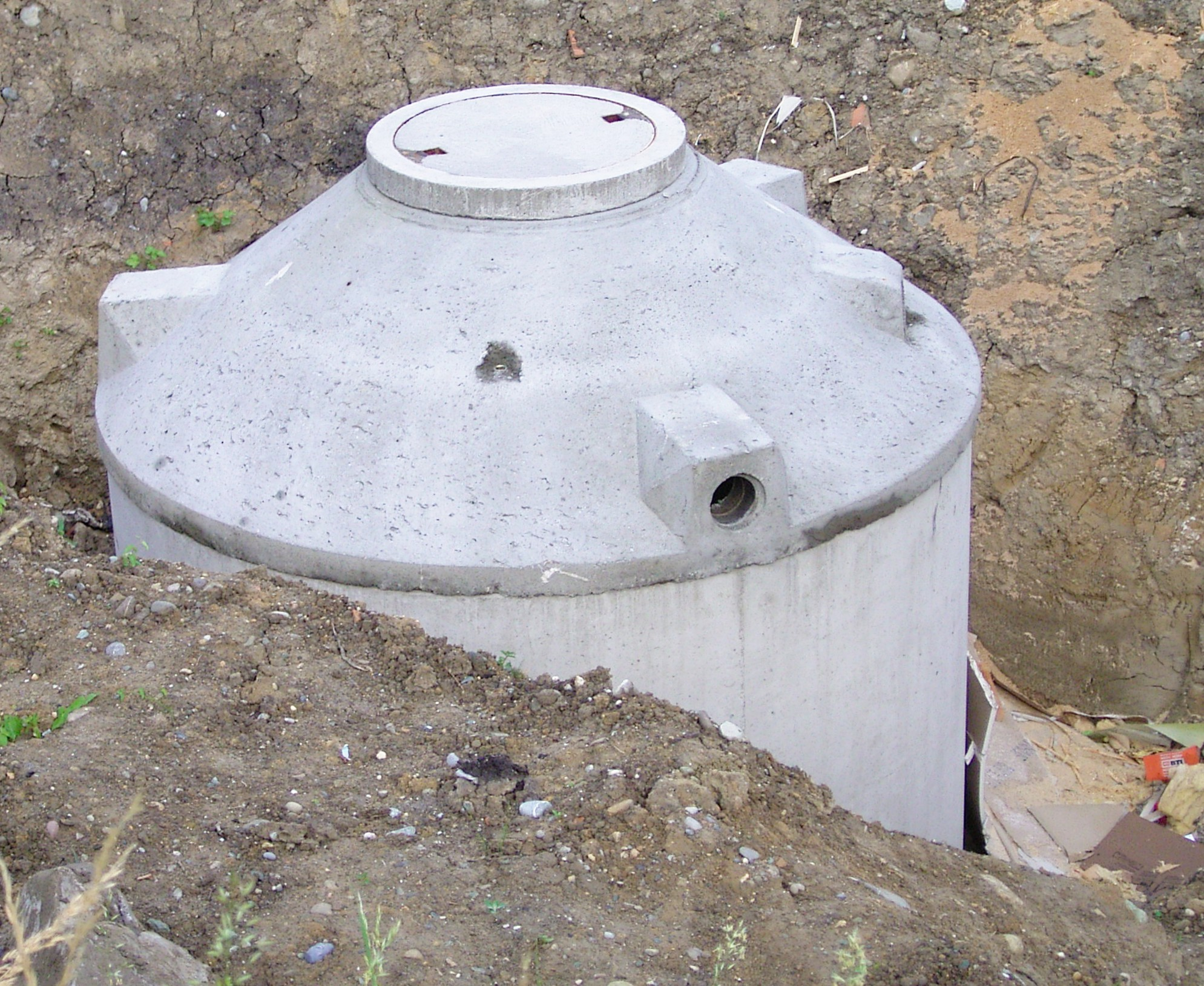
Cisterna de concreto u hormigón.

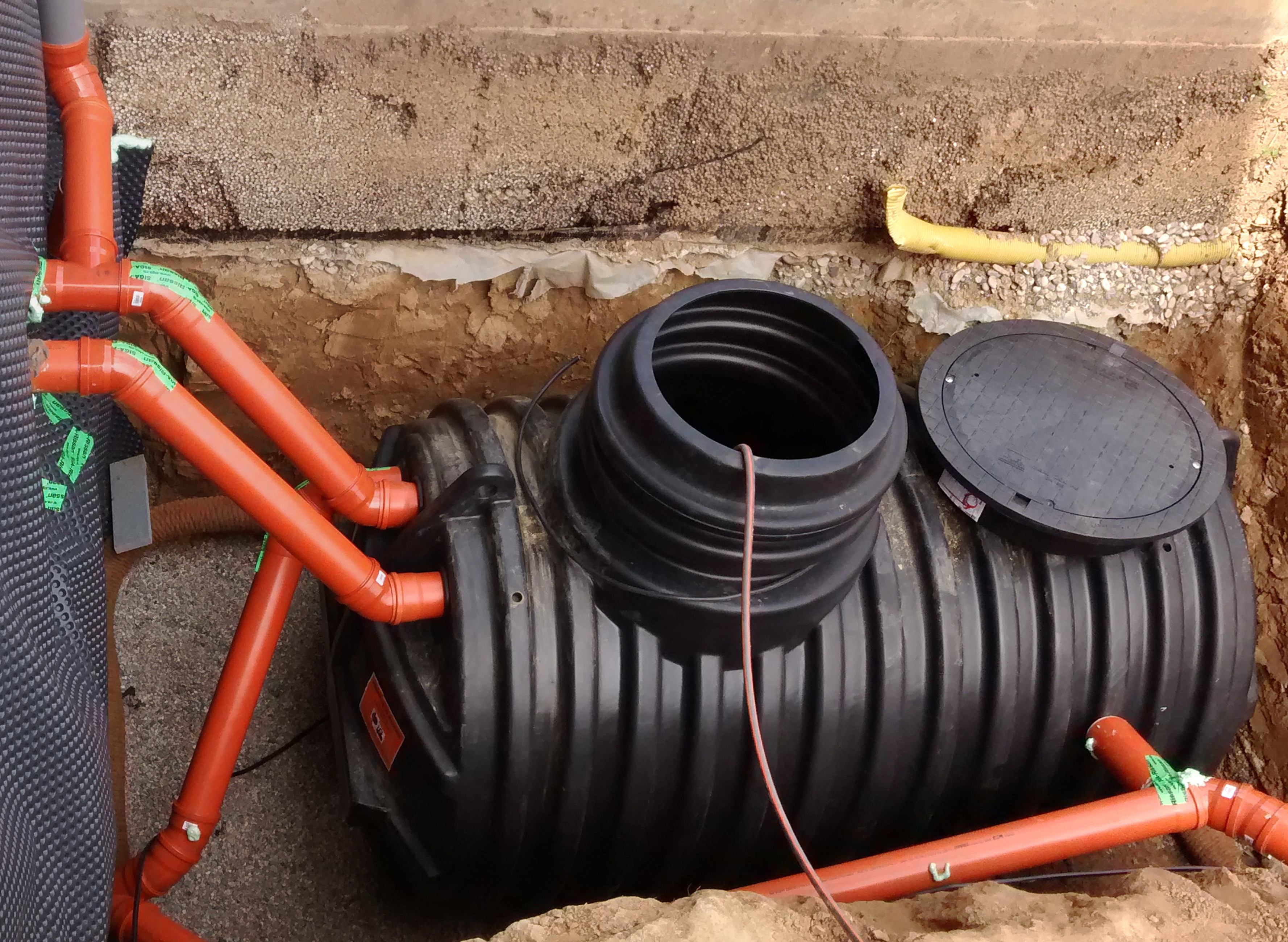
Cisterna de polietileno

Las cisternas suelen prevalecer en áreas donde el agua es escasa, ya sea porque es escasa o porque se ha agotado debido al uso intensivo. Históricamente, el agua se utilizaba para muchos fines, como cocinar, irrigar y lavar. Las cisternas actuales a menudo se utilizan solo para el riego debido a preocupaciones sobre la calidad del agua. Hoy en día, las cisternas también pueden equiparse con filtros u otros métodos de purificación de agua cuando la misma está destinada al consumo. No es raro que una cisterna esté abierta de alguna manera para recolecta la lluvia o para incluir sistemas de recolección de agua de lluvia más elaborados. En estos casos, es importante tener un sistema que no deje el agua abierta a algas ni a mosquitos, que son atraídos por el agua y luego potencialmente transmiten enfermedades a los seres humanos cercanos.
Algunas cisternas se colocan en la parte superior de las casas o en el suelo más alto que la casa y abastecen las necesidades de agua corriente de la casa. A menudo no se abastecen mediante la recogida de agua de lluvia, sino mediante pozoss con electrobombas, o se llenan manualmente o por camión. Estas son muy comunes en todo Brasil y tradicionalmente sus muros estaban hechas hormigón (al igual que las casas), con un techo de hormigón similar. (cerca de 5 cm/2 pulgadas de espesor), con una pieza que se puede quitar para llenar con agua y luego volver a insertar para mantener fuera los escombros e insectos. Las cisternas modernas están fabricadas de plástico. En países como Brasil tienen un color característico (color blao brillante), son redondas y tienen capacidades de alrededor de 10,000 y 50,000 litros (2641 y 13,208 galones)). Estas cisternas se diferencian de los tanques de agua en el sentido de que no están completamente cerrados y sellados con una sola forma, sino que tienen una tapa hecha del mismo material que la cisterna, que es extraíble por el usuario.
Para mantener un suministro de agua limpia, la cisterna debe mantenerse limpia. Es importante inspeccionarlos regularmente, mantenerlos bien cerrados, vaciarlos y limpiarlos ocasionalmente con una dilución adecuada de cloro y enjuagarlos bien. El agua de pozo debe inspeccionarse en busca de contaminantes provenientes de la fuente terrestre. El agua de la ciudad tiene hasta 1ppm (partes por millón) de cloro agregado al agua para mantenerla limpia, y en muchas áreas se puede ordenar que se entregue directamente a la cisterna en camión (un precio típico en Brasil es de BRL $ 50, US $ 20 por camión). 10.000 litros). Si hay alguna duda sobre el suministro de agua en cualquier punto (de la fuente al grifo), el agua de la cisterna no debe usarse para beber o cocinar. Si es de calidad y consistencia aceptables, entonces se puede usar para (1) inodoros s y limpieza de la casa; (2) duchas y lavado de manos; (3) lavar los platos, con métodos adecuados de saneamiento, y para la más alta calidad, (4) cocinar y beber. El agua de calidad no aceptable para los usos antes mencionados aún puede usarse para riego.

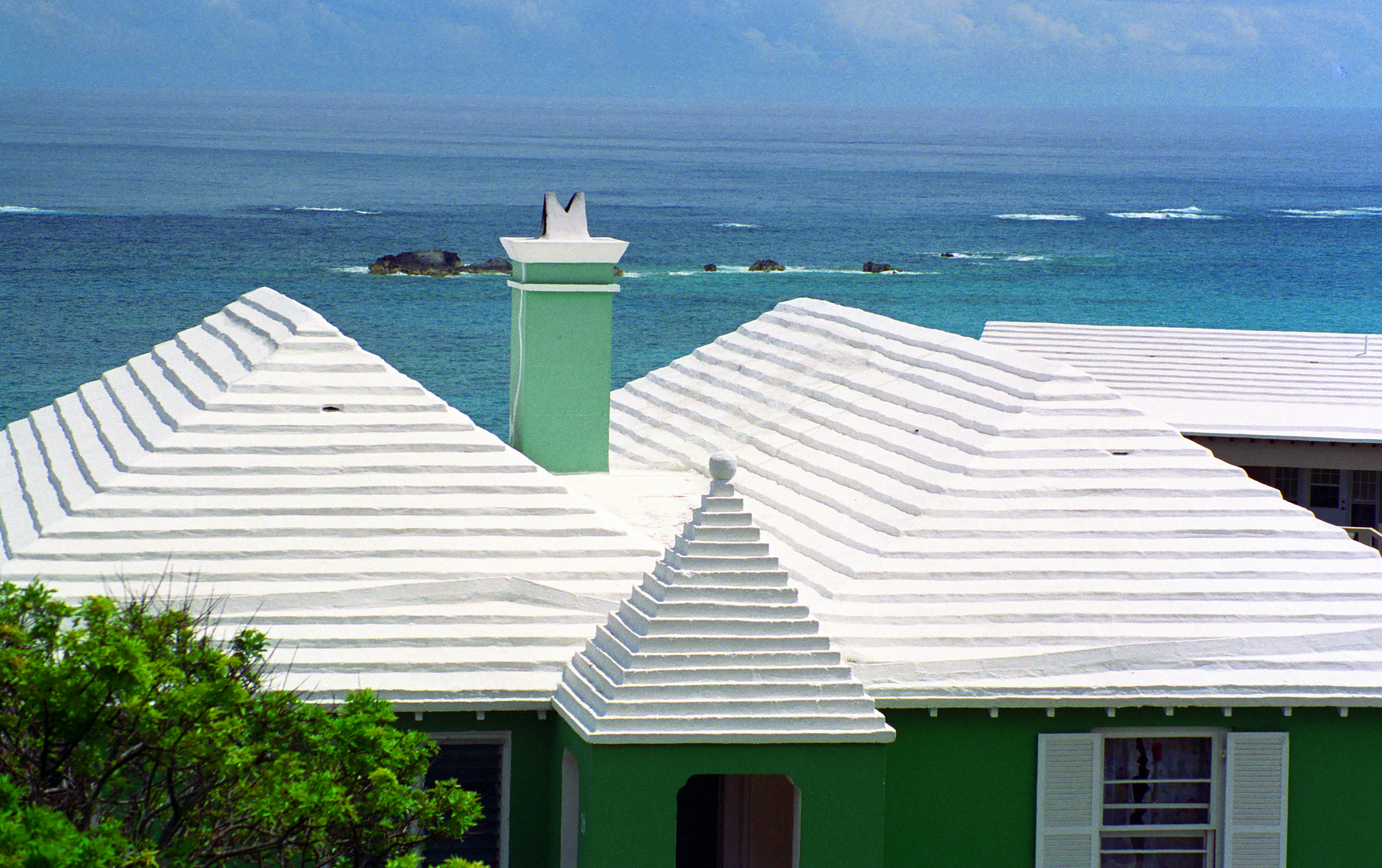
Los techos de escalones blancos de las Bermudas para recoger el agua de lluvia y canalizarla hacia las cisternas

Muchos invernaderos dependen de una cisterna para satisfacer sus necesidades de agua, particularmente en los Estados Unidos. Algunos países o regiones, como las Bermudas y las Islas Vírgenes de EE. UU., Tienen leyes estrictas que exigen que los sistemas de recolección de agua de lluvia se construyan junto con cualquier construcción nueva, y se pueden usar cisternas en estos casos. En Bermuda, por ejemplo, sus techos de escalones blancos familiares que se ven en las casas son parte del sistema de recolección de agua de lluvia, donde el agua es canalizada por canalones de techo a cisternas subterráneas. Otros países, como Japón, Alemania y España, también ofrecen incentivos económicos o bonificaciones fiscales por la instalación de cisternas.

### Programa del millón de cisternas

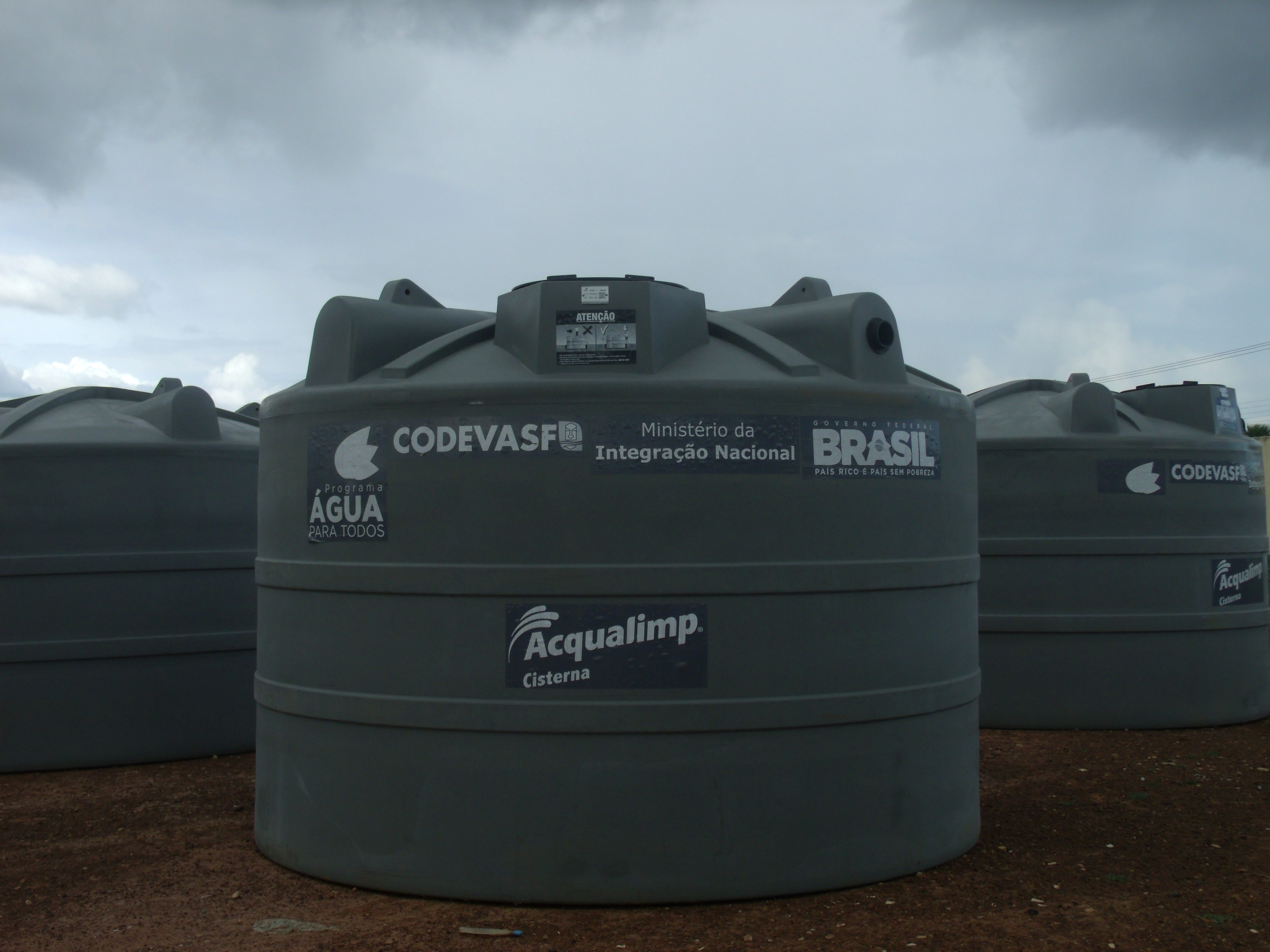
Cisternas del programa agua para todos del Brasil.

En el noreste de Brasil, el Programa 1 Milhão de Cisternas (P1MC) ha ayudado a la población local a gestionar el agua. El gobierno brasileño adoptó esta nueva política de recogida de agua de lluvia en 2013. La Articulación del Semiárido (ASA) ha estado proporcionando apoyo administrativo y tecnológico para establecer contenedores de cemento, llamados cisternas, para recoger y almacenar el agua de lluvia para los pequeños propietarios de fincas en 34 territorios de nueve estados donde opera ASA (MG, BA, SE, AL, PE, PB, RN, CE y PI).
El agua de lluvia que cae en los tejados pasa por tuberías o canalones y se almacena en la cisterna. La cisterna se cubre con una tapa para evitar la evaporación. Cada cisterna tiene una capacidad de 16.000 litros. El agua que se recoge en ella durante los 3-4 meses de la temporada de lluvias puede satisfacer las necesidades de beber, cocinar y otros fines sanitarios básicos durante el resto de los periodos secos. En 2016, se implementaron 1,2 millones de cisternas de RWH solo para el consumo humano. Tras los resultados positivos del P1MC, el gobierno introdujo otro programa denominado "Programa Una Tierra, Dos Aguas" (Uma Terra, Duas Águas, P1 + 2), que proporciona al agricultor otra cisterna de forjado para apoyar la producción agrícola.

## Cisterna de inodoro

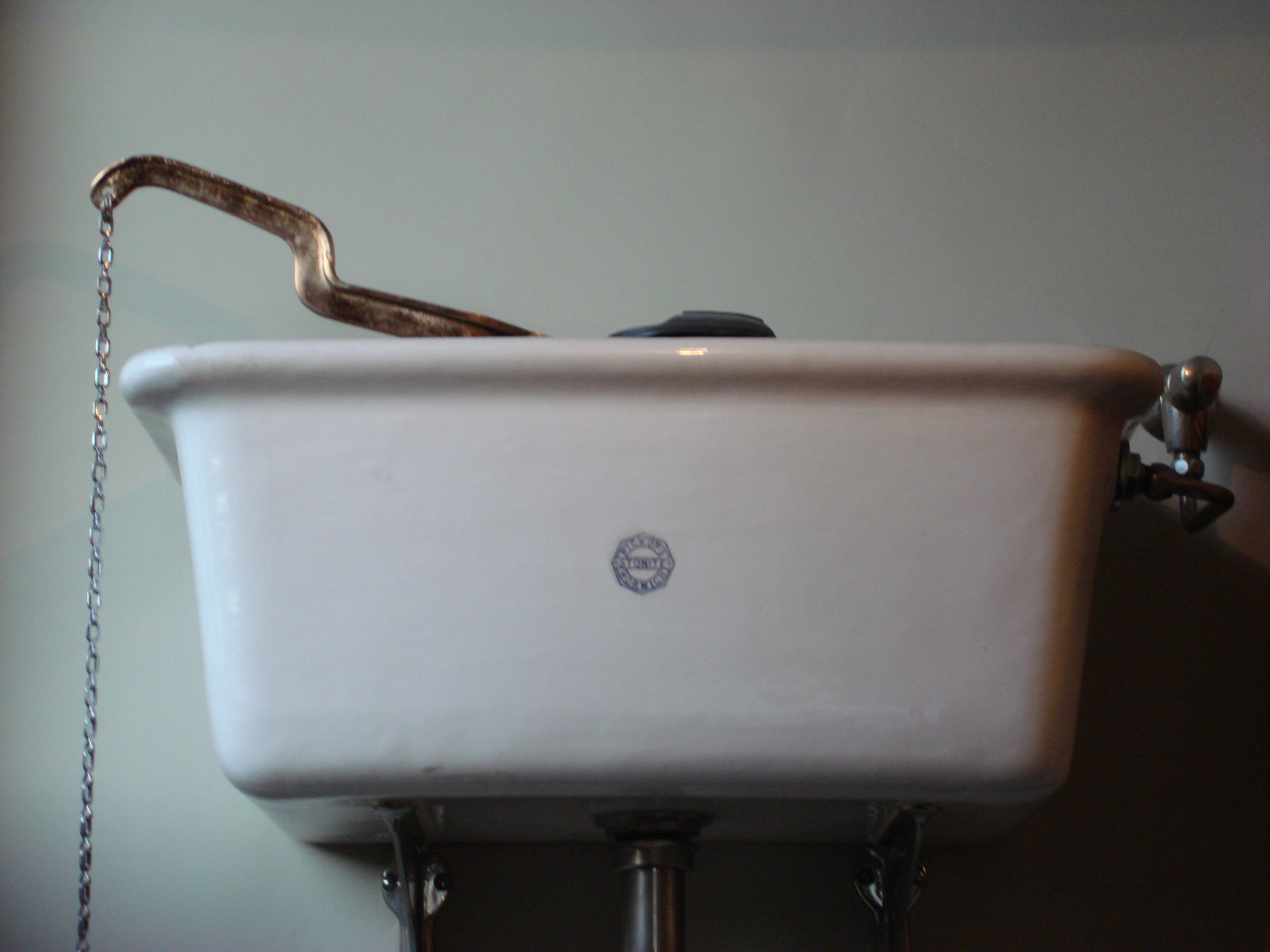
Cisterna de inodoro

Los modernos váteres, toiletes o inodoros utilizan una cisterna para reservar y mantener la cantidad de agua requerida para limpiar la taza. Inicialmente, la cisterna estaba situada en alto, localizada próxima al techo, y conectada al asiento mediante una tubería. Era necesario tirar de una cadena conectada a una válvula situada dentro de la cisterna, para limpiar el inodoro.
Los inodoros modernos se conciben como unidades compactas, con la cisterna adosada al asiento, habiendo sido eliminada la tubería que conecta la cisterna a la taza. También están disponibles las cisternas ocultas, donde la cisterna se coloca dentro de la pared que está detrás del inodoro.
Al comienzo del ciclo de descarga, cuando el nivel del agua en la cisterna del inodoro desciende, la aleta de la válvula de descarga vuelve al fondo, deteniendo el flujo principal hacia el tubo de descarga. Debido a que el nivel de agua de la cisterna aún no ha alcanzado la línea de llenado, el agua continúa fluyendo desde la cisterna y los tubos de llenado del inodoro. Cuando el agua llegue nuevamente a la línea de llenado, el flotador soltará el eje de la válvula de llenado y el flujo de agua se detendrá.

## Normativa
Algunos países (en Francia, por ejemplo) regulan severamente el uso de agua de lluvia en los hogares. La red de “agua de lluvia” nunca debe estar conectada a la red pública de distribución de agua, para evitar que el agua “no potable” “contamine” esta red.
En Bélgica, los permisos de construcción solo se pueden otorgar para casas que incorporen un reservorio de recuperación de agua de lluvia.
Puede existir un impuesto al agua de lluvia (menos que para el agua potable) para financiar el tratamiento de aguas residuales.

## Galería

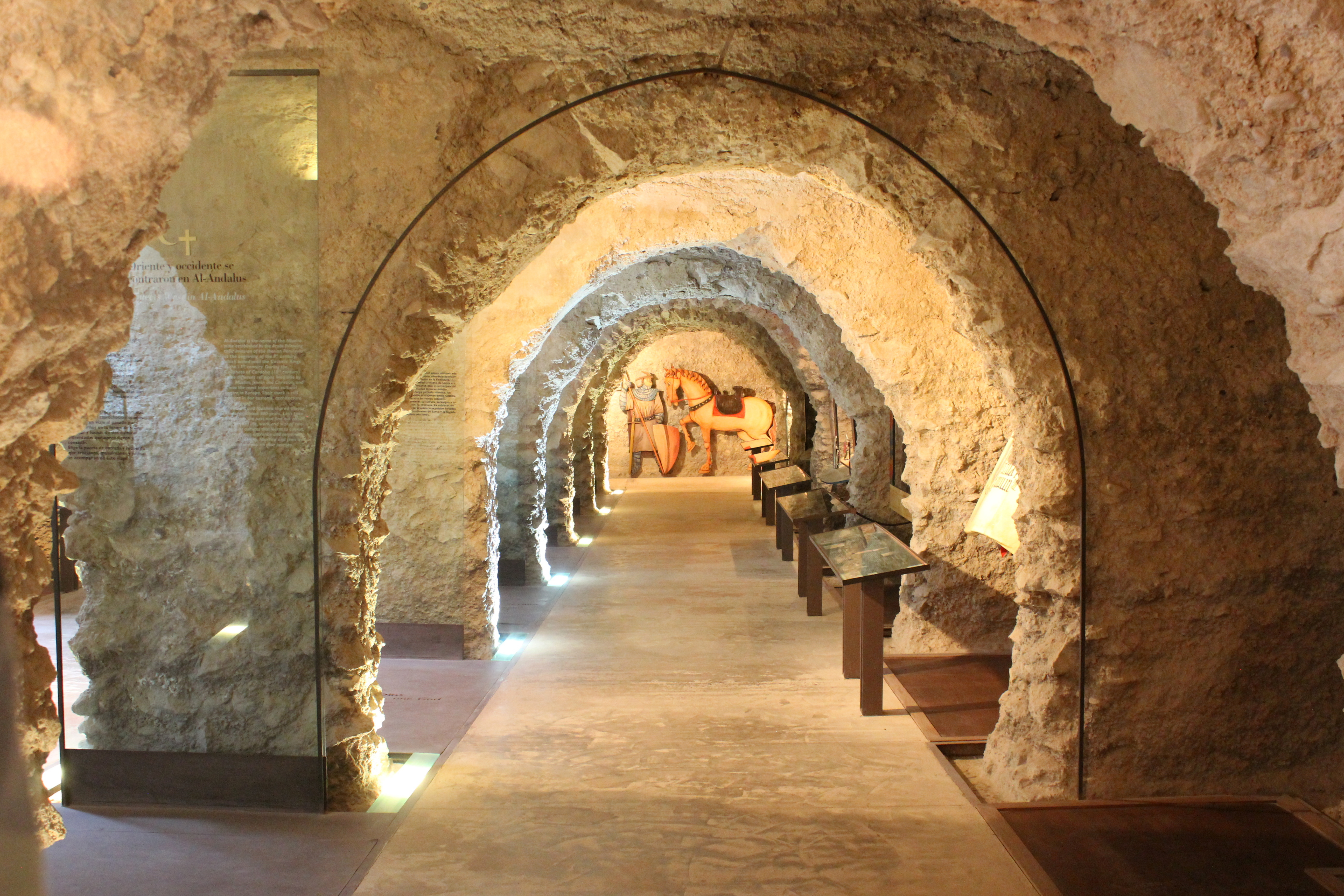
Cisterna de Castillo de Lorca, Murcia
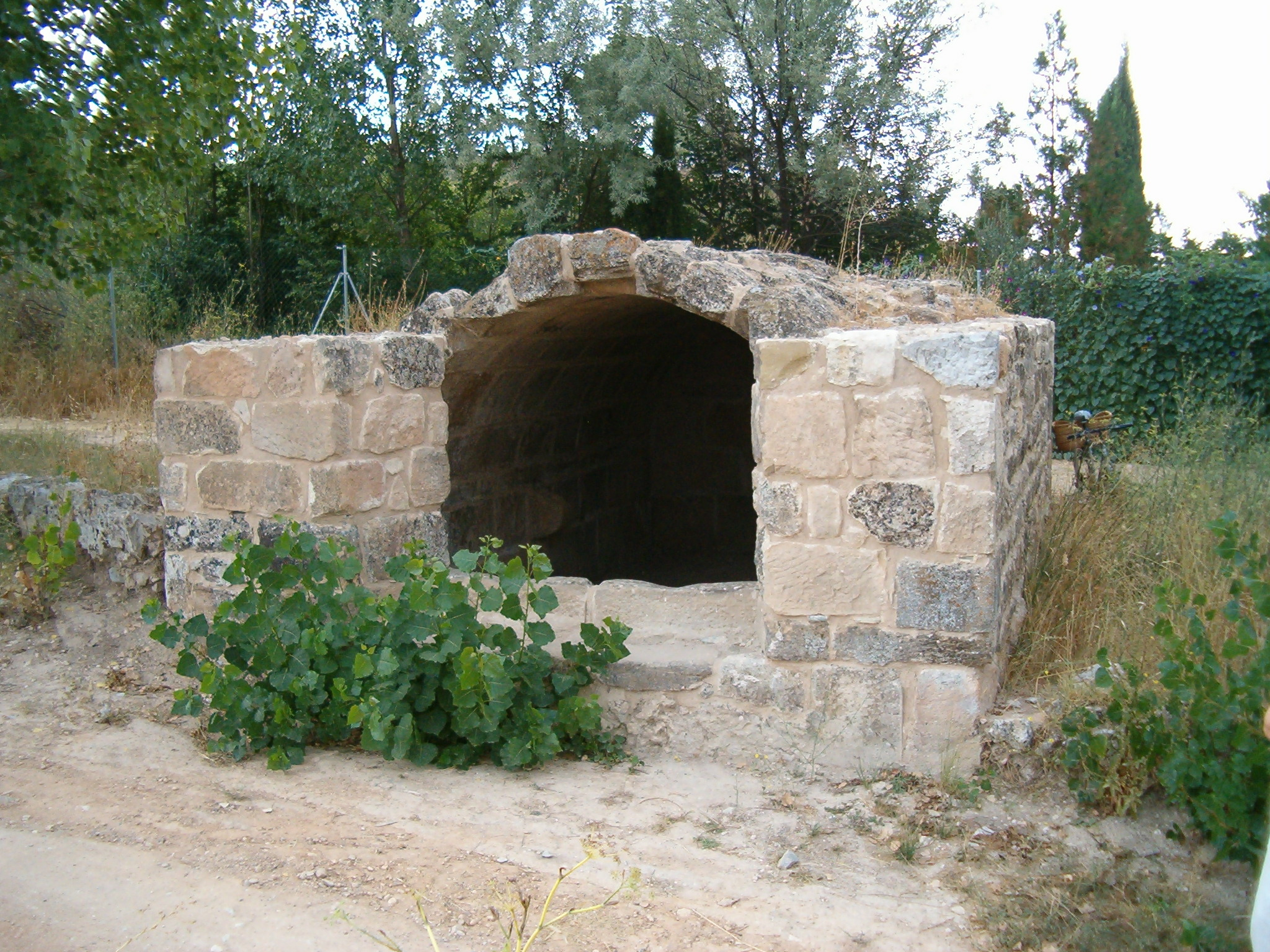
Cisterna romana del siglo III en Fuentealbilla, España.
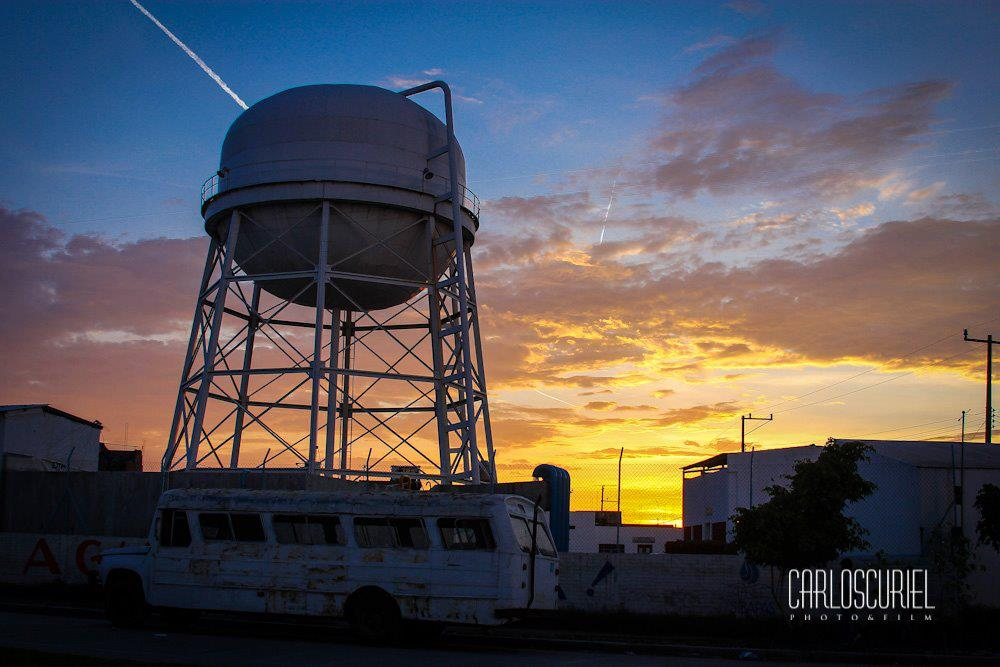
Tinaco ubicado rumbo a la Colonia Santa Mónica en La Barca, Jalisco, México.
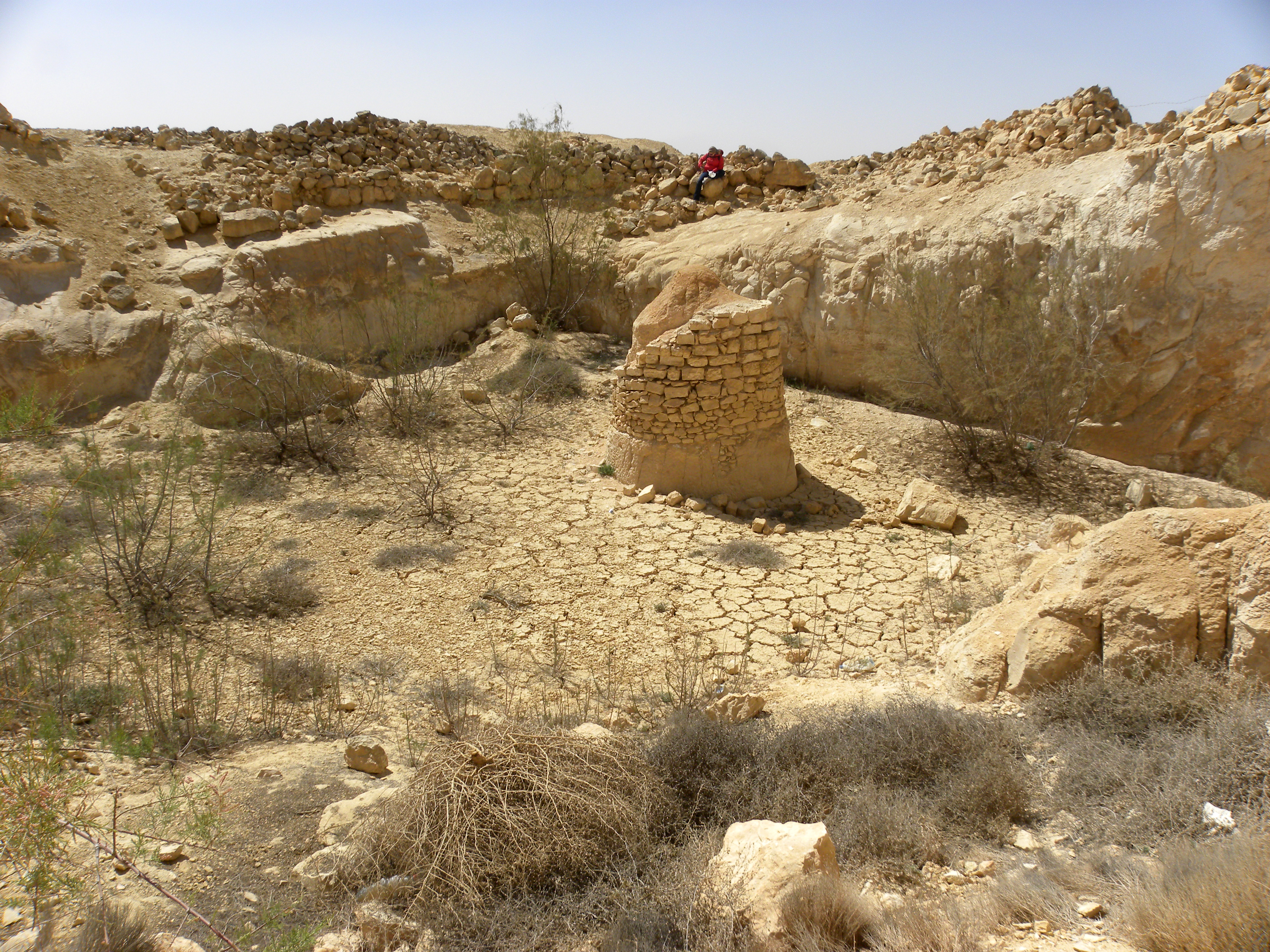
Restos de una cisterna Nabatea al norte de Makhtesh Ramon, al sur de Israel
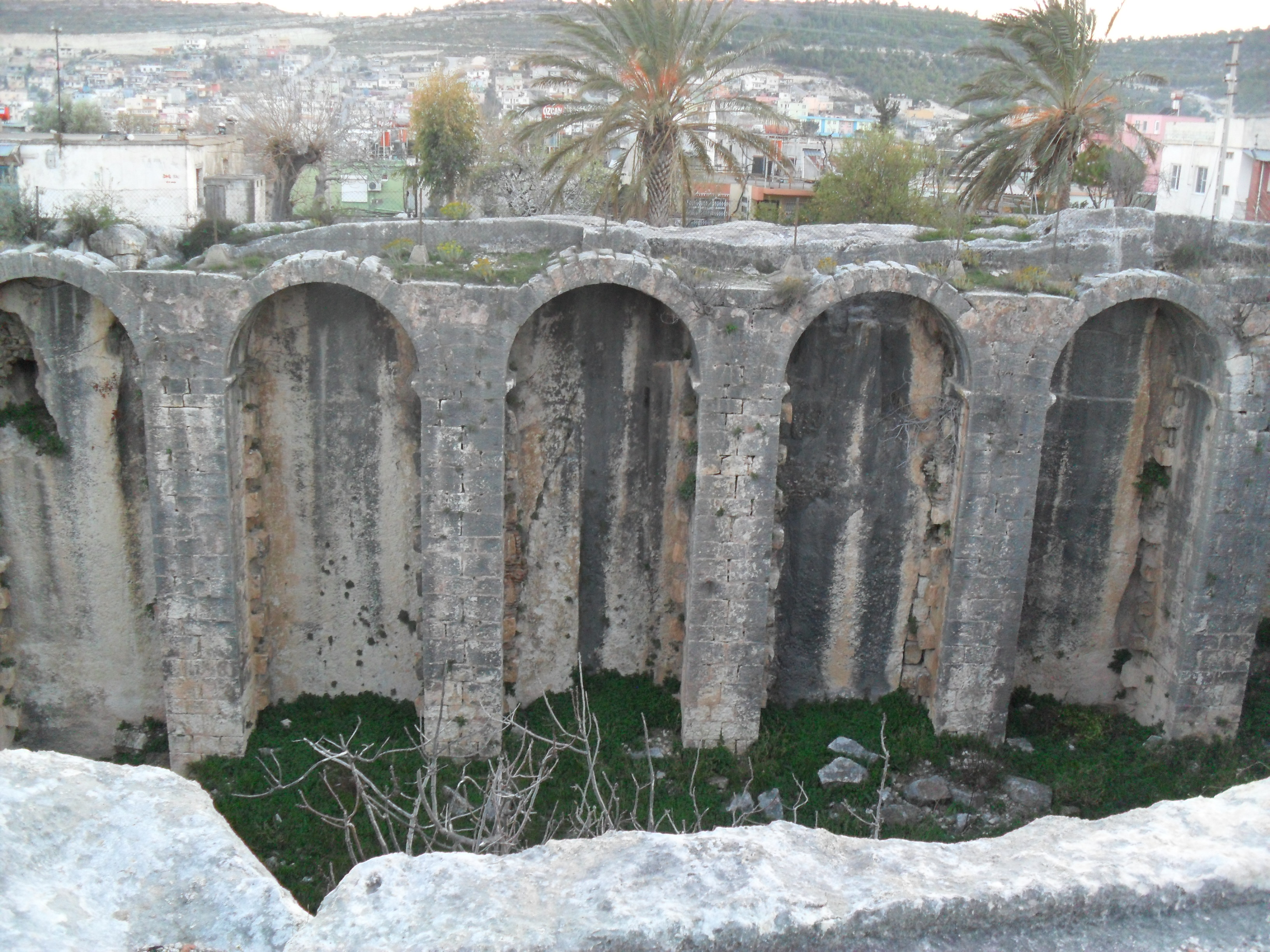
Cisterna conocida como Tekir ambari en Silifke, Provincia de Mersin, Turquía
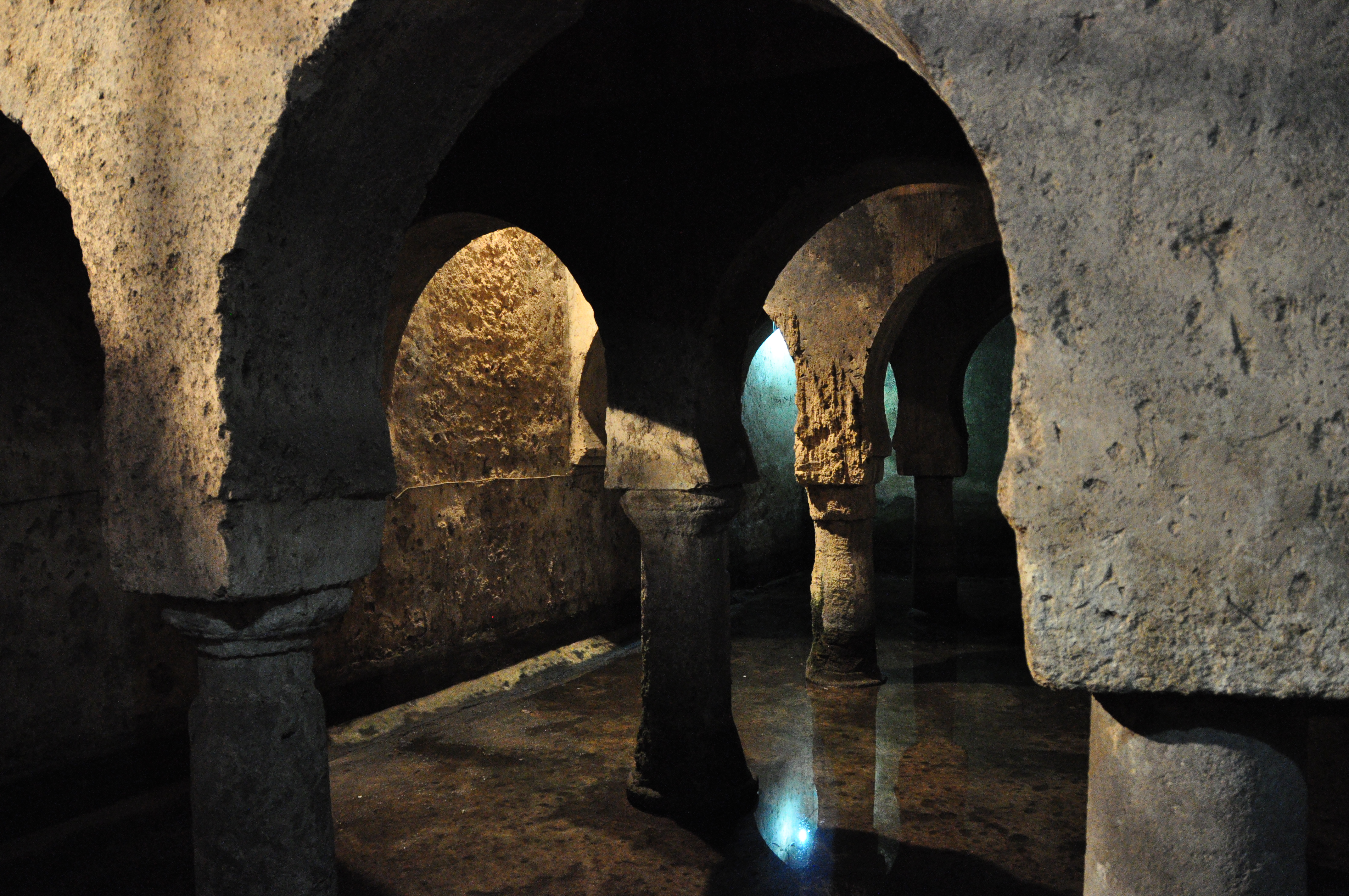
Cisterna subterránea del Palacio de las Veletas en Cáceres
Cisterna en la Fortaleza de Peniche en Portugal
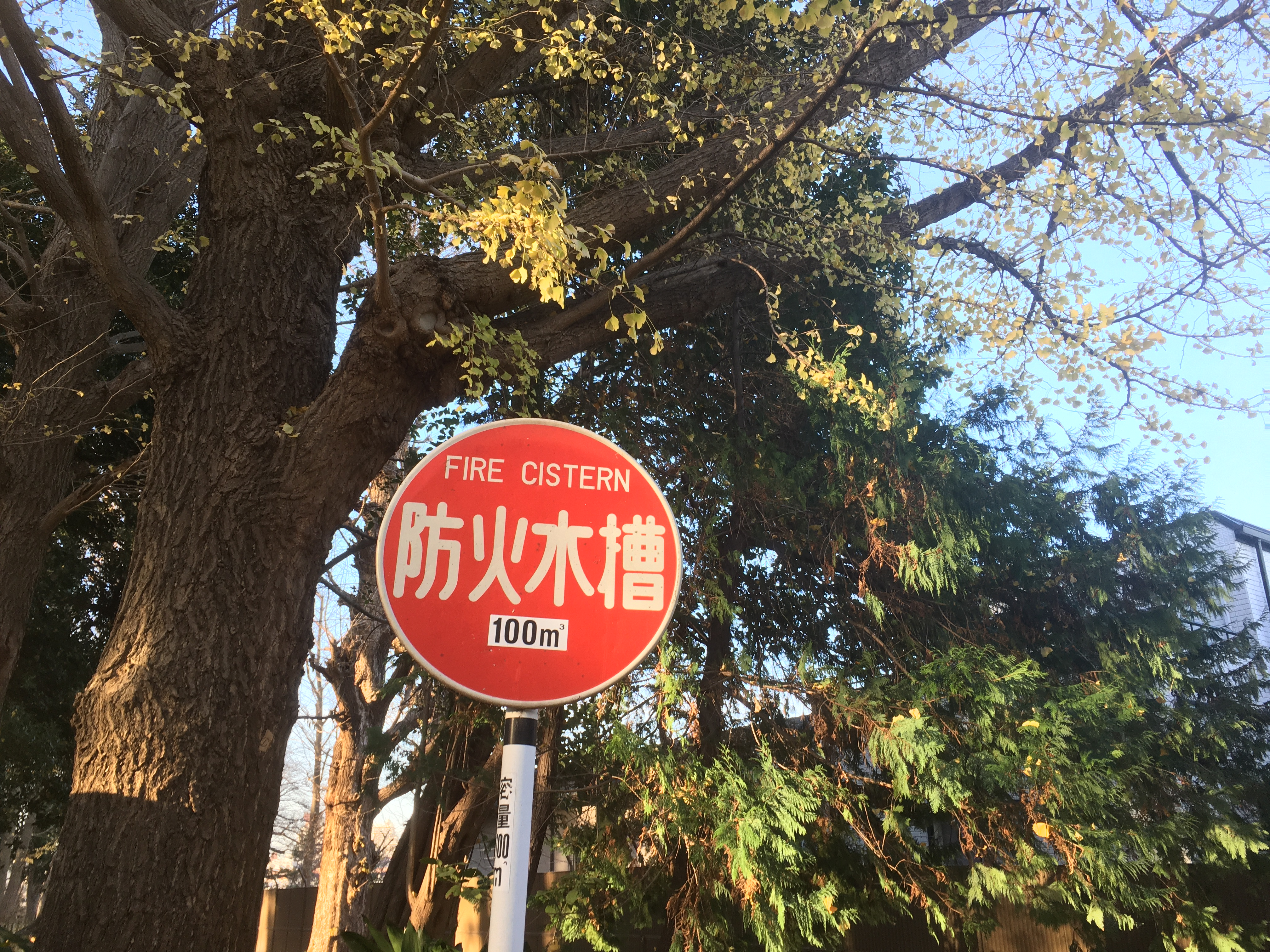
Cartel que indica una cisterna en Japón